# Улица Булавского
У́лица Була́вского — улица в Московском районе Санкт-Петербурга. Проходит от Киевской до Черниговской улицы.

## История
С 1909 года носила название Новая улица. В 1914—1929 годы название распространялось на участок от Обводного канала (включая современный Масляный переулок).
Современное название улица Булавского получила 26 декабря 1940 года, в честь В. К. Булавского, артиллериста, участника советско-финской войны 1939—1940 годов, Героя Советского Союза. Частично проезд исчез в 1970-е годы.
Прежде участок улицы Булавского возле Черниговской улицы самовольно занимали неустановленные лица. В 2015 году мешающие движению загородки были демонтированы. Планируется провести капитальный ремонт улицы. 23 ноября 2016 года границы улицы юридически изменили: если ранее она шла «в направлении» Черниговской улицы, то теперь — до неё.

## Достопримечательности
- Бадаевские склады